# Ranunculus supernumerarius
Ranunculus supernumerarius är en ranunkelväxtart som först beskrevs av Julin, och fick sitt nu gällande namn av S. Ericsson. Ranunculus supernumerarius ingår i släktet ranunkler, och familjen ranunkelväxter. Inga underarter finns listade i Catalogue of Life.